# Martînivka, Horol
Martînivka (în ucraineană Мартинівка) este un sat în comuna Musiivka din raionul Horol, regiunea Poltava, Ucraina.

## Demografie
Componența lingvistică a localității Martînivka
     Ucraineană (100%)
Conform recensământului din 2001, toată populația localității Martînivka era vorbitoare de ucraineană (100%).